# Stenolysmus extraneus
Stenolysmus extraneus är en insektsart som först beskrevs av Walker 1853.  Stenolysmus extraneus ingår i släktet Stenolysmus och familjen vattenrovsländor. Inga underarter finns listade i Catalogue of Life.